# Burg Saarstein
Die Burg Saarstein ist eine abgegangene Höhenburg auf einer Bergzunge oberhalb der Schlucht des Wellesbachtales bei der Gemeinde Mettlach im Landkreis Merzig-Wadern im Saarland.
Die Burg wurde 1351 von Bischof Balduin von Trier erbaut vermutlich im Zusammenhang mit der Belagerung der 800 Meter entfernten  Burg Montclair. Die Burg wurde letztmals 1439 im Besitz des Arnold von Sierck genannt.
Der heutige Burgstall (Burgstelle) zeigt nur noch geringe Mauerreste.